# エゾノチャルメルソウ
エゾノチャルメルソウ（蝦夷の哨吶草、学名：Mitella integripetala ）は、ユキノシタ科チャルメルソウ属の多年草。

## 特徴
地中の根茎は細く横にはう。細い走出枝を出して繁殖する。根出葉は互生し、葉柄は長さ10-15cmに達する。葉身は長さ幅とも3-7cmになる3角状卵形で、基部は心形、先は鈍形で、縁はふつう浅く5裂し、さらにまばらに鋸歯がある。葉の表面に毛が散生する。
花期は6月。花茎は高さ20-25cmになり、短腺毛が密生し、先に総状花序をつけ、8-16個の花がまばらに互生する。花茎には1-2個、まれに3個の葉が互生する。花柄は長さ2-3mmになり短腺毛が密生する。萼筒は杯形、萼裂片は5個あり、長さ約2mmの3角状披針形で、淡褐色を帯び両面に微腺毛があり、花時に外曲する。花弁は紅紫色で5個あり、長さ4-5mm、幅約0.7mmの針状線形になり、微腺点があり、花時には先が外側に反り返る。雄蕊は5個あり、萼裂片と対生して花盤の縁につき、花糸は長さ0.6mmになり、裂開直前の葯は鮮黄色になる。子房は中位で萼筒と離れ、暗紅紫色を帯び、微腺毛が密生する。果実は蒴果で、花柱間の縫合線に沿って開裂する。種子は長卵形で長さ約0.7mmになり、黒熟する。

## 分布と生育環境
日本固有種。北海道および本州北部に分布し、深山の樹陰地に生育する。

## 同属他種との比較
日本に分布するチャルメルソウ属は11種ほどある。ほとんどの種の雄蕊は5個あり萼裂片と互生するが、本種の雄蕊は萼裂片と対生する。また、本種以外の種は花弁が無いか、または羽状に裂けるが、本種の花弁は針状線形になり分裂しない。

## ギャラリー
- 花弁は分裂せず、針状線形になる。
- 花序。
- 花茎に1-3個の葉がつく。
- 葉の裏面に毛がはえているもの。